# Nationenpreise im Springreiten 2020
Im Jahr 2020 fanden insgesamt sieben Nationenpreise im Springreiten für Reiterinnen und Reiter der Altersklasse „Reiter“ (ab 22 Jahren) statt.

## Ausgangslage
Das Jahr 2020 sollte für die Nationenpreisserien deutliche Veränderungen mit sich bringen: Nachdem die Europa-Division 2 seit 2018 nur noch aus einem Finalturnier bestand und Qualifikationsgruppen die Wertigkeit der kleineren europäischen Nationenpreise abwertete, war unter dem Dach der European Equestrian Federation (EEF) eine neue Nationenpreisserie auf CSIO 3*-Niveau vorgesehen, die sich an alle europäischen Nationen (auch an jene in der Europa-Division 1) richten sollte. Diese sollte am Ende der Saison zwei regionale Halbfinalturniere sowie ein Finalturnier auf der Rennbahn Służewiec in Warschau umfassen. Die Longines EEF Series hätte damit die Europa-Division 2 des Longines FEI Jumping Nations Cups ersetzt.

## Entwicklungen innerhalb des Jahres
Der Longines FEI Jumping Nations Cups 2020 startete im Februar mit der ersten Etappe der Nord- und Zentralamerikadivision sowie der einzigen Etappe der Nahost-Division. Zu diesem Zeitpunkt fiel mit dem Longines Masters of Hong Kong das erste große Turnier der COVID-19-Pandemie zum Opfer.
Von 15. März bis Mitte Juni 2020 kam der internationale Springreitsport völlig zum Erliegen. In diesem Zeitraum beschloss der Weltpferdesportverband FEI, die Regeln des Longines FEI Jumping Nations Cups 2020 an die Situation anzupassen. Einzig die abgeschlossene Nahost-Division zählte noch als Qualifikation zum Finalturnier in Barcelona. Für die Nationen der anderen Ligen sollte eine Qualifikation anhand der Weltrangliste erfolgen. Aufgrund der zu diesem Zeitpunkt bereits erfolgten Absage Longines EEF Series wurde der Auf- und Abstiegsmodus für 2020 ausgesetzt.
Nachdem im Sommer langsam wieder erste internationale Reitturniere ausgerichtet wurden, kam Ende August eine kurze zweite Phase der Nationenpreise zustande. An zwei aufeinanderfolgenden Wochenenden fanden zwei CSIO 3*-Nationenpreise statt. Während im September mehrere 5*-Turniere in Valkenswaard und insbesondere in Grimaud an der Côte d’Azur zustande kamen, wurden keine Nationenpreise mehr durchgeführt. Das Nations-Cup-Finale in Barcelona und damit die gesamte FEI Nations-Cup-Saison 2020 wurde währenddessen abgesagt.
Die letzte Phase der Nationenpreise erfolgte im November 2020. Während der fast alle großen Hallenreitturniere aufgrund der wieder verschärften Maßnahme in der COVID-19-Pandemie abgesagt wurden, fanden in Südeuropa auf großzügigen Reitanlagen die alljährlichen mehrwöchigen Herbst-Turnierserien statt, deren Konzepte nicht auf Zuschauereinnahmen ausgelegt sind. Die Veranstalter von zwei dieser Serien erklärten sich bereit, neuer Austragungsort für die im Sommer ausgefallenen Nationenpreisturniere Portugals und Spaniens zu sein. Beide Turniere fanden im Abstand von weniger als zwei Wochen statt.

## Die sieben Nationenpreise

### Vereinigte Staaten – Deeridge Farms (Nord- und Zentralamerikadivision)
Das zweite Jahr in Folge fand das US-amerikanische Nationenpreisturnier, welches als Teil der Nationenpreisserie der FEI vorgesehen war, auf den Deeridge Farms in Wellington in Florida statt. Das CSIO 5*-Turnier „Longines FEI Jumping Nations Cup™ of United States of America“ fand vom 11. bis 16. Februar 2020 statt. Der Nationenpreis wurde am Abschlusstag ausgetragen, sein Preisgeld betrug 230.000 US-Dollar.
Obwohl Großbritannien mit nur drei Reitern am Start war, gelang es ihnen, in ein Stechen gegen die Vereinigten Staaten um den Sieg einzuziehen. Alexandra Thornton, die bis 2011 für die Vereinigten Staaten im Sport angetreten war, kam für Großbritannien im Stechen auf ein fehlerfreies Ergebnis von 36,34 Sekunden. Beezie Madden, die ihr Pferd Darry Lou nach drei fehlerfreien Ritten ihrer Mannschaftskollegen im zweiten Umlauf schonen konnte, bleib ebenso fehlerfrei. Doch ihr gelang es, den Stechparcours nochmals über drei Sekunden schneller als Thornton zu beenden. Damit sicherten sich die Gastgeber den Sieg.
|             | Mannschaft                                            | Reiter/Pferde | 1. Umlauf   | 2. Umlauf   | Strafpunkte (Gesamt) | Stechen  | Stechen |
| Strafpunkte | Mannschaft                                            | Reiter/Pferde | Strafpunkte | Strafpunkte | Strafpunkte (Gesamt) | Zeit (s) |         |
| ----------- | ----------------------------------------------------- | --- | ----------- | ----------- | -------------------- | -------- | ------- |
| 1           | Vereinigte Staaten                                    | Jessica Springsteen mit Zecilie Margie Goldstein-Engle mit Royce Laura Kraut mit Confu Beezie Madden mit Darry Lou                                                            | 8           | 0           | 8                    | 0        | 33,11   |
| 2           | Großbritannien (Mannschaft aus der Europa-Division 1) | Alexandra Thornton mit Cornetto K Emily Moffitt mit Winning Good Amanda Derbyshire mit Cornwall                                                                               | 4           | 4           | 8)                   | 0        | 36,34   |
| 3           | Mexiko                                                | Nicolas Pizarro mit Fabrice Daniel Rihan Goyeneche mit Couleur van Berkenbroek Carlos Hank Guerreiro mit Just the Music Manuel Gonzalez Dufrane mit Hortensia van de Leeuwerk | 8           | 9           | 17                   |          |         |
| 4           | Kanada                                                | | 14          | 4           | 18                   |          |         |
| 5           | Israel (Mannschaft aus der EEF Series)                | | 8           | 12          | 20                   |          |         |
| 5           | Irland (Mannschaft aus der Europa-Division 1)         | | 4           | 16          | 20                   |          |         |
| 7           | Australien (Mannschaft aus Asien / Australasien)      | | 12          | 16          | 28                   |          |         |
| 7           | Brasilien (Mannschaft aus Südamerika)                 | | 12          | 16          | 28                   |          |         |

(Ausgeklammerte Strafpunkte zählen als Streichergebnis nicht für das Mannschaftsergebnis)

### Vereinigte Staaten – Winter Equestrian Festival
Drei Kilometer westlich der Deeridge Farms befindet sich in Wellington in Florida das Palm Beach International Equestrian Center. Dieses ist alljährlich Austragungsort des sich über etliche Wochen ziehende von Rolex unterstützten Winter Equestrian Festival. Teil dieser Serie war auch im Jahr 2020 ein Nationenpreisturnier, welches als CSIO 4* ausgeschrieben war und vom 25. Februar bis 1. März stattfand. Der Nationenpreis selbst stand am 29. Februar auf dem Zeitplan und war mit 150.000 US-Dollar dotiert.
Nur den besten sechs Mannschaften zogen hier in den zweiten Umlauf ein. Die Vereinigten Staaten brachten hier eine komplett anders besetzte Equipe an den Start, die vier jüngere Reiter umfasste (Geburtsjahrgänge 1983, 1993, 1997 und 2001). Ihnen gelang ein Sieg mit deutlichem Vorsprung.
|             | Mannschaft         | Reiter/Pferde | 1. Umlauf   | 2. Umlauf   | Strafpunkte (Gesamt) | Stechen  | Stechen |
| Strafpunkte | Mannschaft         | Reiter/Pferde | Strafpunkte | Strafpunkte | Strafpunkte (Gesamt) | Zeit (s) |         |
| ----------- | ------------------ | --- | ----------- | ----------- | -------------------- | -------- | ------- |
| 1           | Vereinigte Staaten | Lucas Porter mit C Hunter Brian Moggre mit Vivre Le Reve Adrienne Sternlicht mit Just a Gamble Andrew Kocher mit Squirt Gun | 0           | 4           | 4                    |          |         |
| 2           | Irland             | Billy Twomey mit Lady Lou Darragh Kenny mit Go Easy de Muze David Blake mit Keoki Paul O’Shea mit Chancelloress             | 5           | 8           | 13                   |          |         |
| 3           | Australien         | Scott Keach mit Fedor Rowan Willis mit Blue Movie Hilary Scott mit Oaks Milky Way Amy Graham mit Coleraine des Bergeries    | 17          | 5           | 22                   |          |         |
| 4           | Israel             | | 17          | 8           | 25                   |          |         |
| 4           | Kanada             | | 13          | 12          | 25                   |          |         |
| 6           | Brasilien          | | 13          | 13          | 26                   |          |         |
| 7           | Kolumbien          | | 22          |             |                      |          |         |
| 8           | Mexiko             | | 22          |             |                      |          |         |
| 9           | Chile              | | 22          |             |                      |          |         |

(Ausgeklammerte Strafpunkte zählen als Streichergebnis nicht für das Mannschaftsergebnis)

### Vereinigte Arabische Emirate (Nahost-Division)
Da der Pferdesport sich auf der arabischen Halbinsel auf die kühleren Wintermonate konzentriert, war er von der COVID-19-Pandemie nicht betroffen. So wurde auch der kurz vor dem dortigen Saisonabschluss vom 26. bis 29. Februar 2020 stattfindende President of UAE Show Jumping Cup im Al Forsan International Sports Resort in Abu Dhabi durchgeführt. Der Nationenpreis stand am letzten Tag des Turniers an.
Sechs Mannschaften traten an, drei davon aus der Nahost-Division. Zwei bereits zwei Jahre zuvor gewann hier die Mannschaft Neuseelands. Die deutsche Mannschaft, die nur mit drei Reiter-Pferd-Paaren am Start war, kam auf Rang vier (Holger Wulschner mit Casirus, Jörg Naeve mit Hopefull und David Will mit Never Walk Alone). Der zweite CSIO 5*-Nationenpreis des Jahres war mit 250.000 Euro dotiert.
|             | Mannschaft                                         | Reiter/Pferde | 1. Umlauf   | 2. Umlauf   | Strafpunkte (Gesamt) | Stechen  | Stechen |
| Strafpunkte | Mannschaft                                         | Reiter/Pferde | Strafpunkte | Strafpunkte | Strafpunkte (Gesamt) | Zeit (s) |         |
| ----------- | -------------------------------------------------- | --- | ----------- | ----------- | -------------------- | -------- | ------- |
| 1           | Neuseeland (Mannschaft aus Asien / Australasien)   | Bruce Goodin mit Danny V Richard Gardner mit Calisto Tom Tarver-Priebe mit Popeye Daniel Meech mit Cinca                                                                     | 0           | 8           | 8                    |          |         |
| 2           | Ägypten (Mannschaft aus Afrika)                    | Mouda Zeyada mit Morocco Mohd Osama El Borai mit Quintero Mohamed Talaat mit Darshan Abdel Said mit Arpege du Ru                                                             | 5           | 12          | 17 (235,90 s)        |          |         |
| 3           | Vereinigte Arabische Emirate                       | Abdullah Mohd al-Marri mit James vd Oude Heihoef Hamad Ali al-Kirbi mit Quel Cadans Z Mohammed Ahmed al-Owais mit Uto Kervec Mohammed al-Kumeiti mit Dalida van de Zuuthoeve | 0           | 17          | 17 (238,02 s)        |          |         |
| 4           | Deutschland (Mannschaft aus der Europa-Division 1) | | 21          | 16          | 37                   |          |         |
| 5           | Syrien                                             | | 11          | 33          | 44                   |          |         |
| 6           | Saudi-Arabien                                      | | 21          | 49          | 70                   |          |         |

(Ausgeklammerte Strafpunkte zählen als Streichergebnis nicht für das Mannschaftsergebnis)

### Tschechien
Das Czech Equestrian Team ist seit 2018 Co-Organisator der Prague Playoffs, dem Finalturnier der Global Champions League. Nachdem im Mai die Global Champions Tour und Global Champions League und mit ihnen die Prague Playoffs abgesagt worden waren, entschloss sich das Czech Equestrian Team im Sommer zur Durchführung eines Nationenpreisturniers.
Der Czech Equestrian Team Prague Cup fand vom 20. bis 23. August 2020 auf der Pferderennbahn Velká Chuchle im Südwesten der tschechischen Hauptstadt statt. Das CSIO 3*-Turnier war für Prag und ganz Tschechien das erste Nationenpreisturnier im Springreiten seit 2008 (bis dahin war der tschechische CSIO auf der Prager Kaiserinsel ausgerichtet worden).
Das Preisgeld des am Nachmittag des 21. August durchgeführten Nationenpreises betrug 45.000 Euro. Die Niederländer dominierten die Prüfung, ihr Schlussreiter Jur Vrieling musste in beiden Umläufen gar nicht mehr an den Start gehen. Die von Paul Schockemöhle trainierte japanische Equipe zeigte sich in Olympiaform und kam (zwei Wochen nach dem ursprünglich vorgesehenen Ende der Olympischen Sommerspiele in Tokio) auf Rang drei. Für Deutschland ging erstmals in der Altersklasse der „Reiter“ Justine Tebbel an den Start, sie ritt den Hengst Light Star. Ebenso Teil der Equipe, die auf Rang vier kam, waren ihr Bruder Maurice Tebbel mit Don Diarado, Patrick Stühlmeyer mit Varihoka du Temple und André Thieme mit Chakaria. Die deutsche Mannschaft profitierte hierbei davon, dass die im ersten Umlauf sehr starken Mannschaften von Tschechien, Italien und Österreich (vertreten durch Katharina Rhomberg mit Careless, Christian Rhomberg mit Femke, Roland Englbrecht mit Corwinni und Max Kühner mit Elektric Blue) im zweiten Umlauf wenig Glück hatten und deutlich zurückfielen.
|             | Mannschaft  | Reiter/Pferde | 1. Umlauf   | 2. Umlauf   | Strafpunkte (Gesamt) | Stechen  | Stechen |
| Strafpunkte | Mannschaft  | Reiter/Pferde | Strafpunkte | Strafpunkte | Strafpunkte (Gesamt) | Zeit (s) |         |
| ----------- | ----------- | --- | ----------- | ----------- | -------------------- | -------- | ------- |
| 1           | Niederlande | Bart Bles mit Israel vd Dennehoeve Frank Schuttert mit Lyonel D Jeroen Dubbeldam mit Carlyle Jur Vrieling mit Glasgow vh Merelsnest | 0           | 4           | 4                    |          |         |
| 2           | Irland      | Mark McAuley mit Jasco vd Bisschop Bertram Allen mit Gun Powder Michael Duffy mit Jeff ten Halven Anthony Condon mit Aristio        | 0           | 8           | 8                    |          |         |
| 3           | Japan       | Kōki Saitō mit Chilensky Daisuke Fukushima mit Chanyon Taizō Sugitani mit Heroine de Muze Eiken Satō mit Chacanno                   | 8           | 4           | 12                   |          |         |
| 4           | Deutschland | | 8           | 8           | 16                   |          |         |
| 5           | Tschechien  | | 1           | 17          | 18                   |          |         |
| 6           | Österreich  | | 0           | 20          | 20                   |          |         |
| 6           | Italien     | | 0           | 20          | 20                   |          |         |
| 8           | Belgien     | | 8           | 16          | 24                   |          |         |
| 9           | Slowakei    | | 8           |             |                      |          |         |
| 10          | Ägypten     | | 12          |             |                      |          |         |
| 11          | Argentinien | | 13          |             |                      |          |         |
| 12          | Neuseeland  | | 17          |             |                      |          |         |
| 13          | Polen       | | 32          |             |                      |          |         |

(Ausgeklammerte Strafpunkte zählen als Streichergebnis nicht für das Mannschaftsergebnis)

### Norwegen
Das CSIO von Drammen war das einzige Nationenpreisturnier 2020, welches unter den COVID-19-Einschränkungen an seinem traditionellen Turnierort stattfand. Das CSIO 3*-Turnier fand eine Woche nach dem Prager CSIO, vom 27. bis 30. August 2020, im Drammen Ridesenter statt.
Es traten nur fünf Mannschaften an, dadurch erreichten alle Nationen den zweiten Umlauf. Nach dem ersten Umlauf legen Irland und Großbritannien mit vier Strafpunkten gemeinsam in Führung. Während Großbritannien im zweiten Umlauf acht Strafpunkte sammelte, konnte Irland seinen Punktestand halten und sicherte sich damit den Sieg in Drammen.
Durchschnittliche Ergebnisse lieferte die deutsche Equipe, bestehend aus Cedric Wolf mit DSP Chicitito, Guido Klatte jun. mit Qinghai, Philipp Schulze Topphoff mit Concordess NRW und Holger Wulschner mit Casirus, ab. Bei vielen Ritten mit vier Strafpunkten brachte das Streichergebnis wenig, die Mannschaft schloss auf Rang vier ab.
|             | Mannschaft     | Reiter/Pferde | 1. Umlauf   | 2. Umlauf   | Strafpunkte (Gesamt) | Stechen  | Stechen |
| Strafpunkte | Mannschaft     | Reiter/Pferde | Strafpunkte | Strafpunkte | Strafpunkte (Gesamt) | Zeit (s) |         |
| ----------- | -------------- | --- | ----------- | ----------- | -------------------- | -------- | ------- |
| 1           | Irland         | Shane Breen mit Ipswich Eoin McMahon mit Chacon Jason Foley mit Vegas Michael G. Duffy mit Lapuccino                     | 0           | 4           | 4                    |          |         |
| 2           | Großbritannien | Georgia Tame mit Ascot Emily Moffitt mit Winning Good Jack Whitaker mit Elucar William Funnell mit Diamo                 | 4           | 8           | 12                   |          |         |
| 2           | Dänemark       | Zascha Nygaard Andreasen mit Campino Emil Hallundbæk mit High Nitro Martin Knudsen mit Cash Andreas Schou mit Quadrosson | 8           | 4           | 12                   |          |         |
| 4           | Deutschland    | | 8           | 8           | 16                   |          |         |
| 5           | Norwegen       | | 12          | 16          | 28                   |          |         |

(Ausgeklammerte Strafpunkte zählen als Streichergebnis nicht für das Mannschaftsergebnis)

### Portugal
Die sechs Wochen – von Anfang Oktober bis Mitte November – andauernde Vilamoura Champions Tour wurde für das portugiesische Nationenpreisturnier nochmals um eine halbe Woche verlängert. Der CSIO von Vilamoura begann am Montag, den 16. November 2020 und endete am Donnerstag, den 19. November 2020. Am Nachmittag des 17. November wurde der Nationenpreis ausgerichtet.
Gleich 12 Nationen brachten hier Mannschaften an den Start. Nach dem ersten Umlauf lagen Großbritannien und Italien mit vier Strafpunkten in Führung. Mit acht Punkten auf dem dritten Rang lagen Deutschland, Frankreich, Irland, Portugal und die Niederlande gleich auf. Für die Schweizer Equipe war der Nationenpreis mit 20 Strafpunkten bereits nach dem ersten Umlauf beendet.
Im zweiten Umlauf, in dem noch acht Mannschaften antreten durften, kam es zu erheblich mehr Fehlern. Die Niederlande und Brasilien wurden mit je 25 weiteren Strafpunkten noch hinten durchgereicht. Großbritannien und Italien sammelten trotz „Doppel-Nullrunden“ von Antonio Alfonso und Jack Whitaker je 12 Strafpunkte und schlossen zusammen auf Rang drei ab. Dadurch ergab sich ein Zweikampf zwischen Frankreich und Deutschland. Nach 12 Strafpunkten von Edward Levy war Mathieu Billot gefordert, ohne Strafpunkte zu bleiben, um den Sieg Frankreichs sicherzustellen. Doch er und sein Wallach Quel Filou erhielten fünf Strafpunkte – und damit einen zu viel, um noch Chancen auf den Sieg zu haben. Obwohl die deutsche Equipe damit als Sieger feststand, ging David Will als letzter Reiter noch an den Start. Nachdem sein erster Umlauf mit dem Wallach C Vier mit einem Ergebnis von 24 Strafpunkten eindeutig das Streichergebnis der Mannschaft gewesen war, fanden Will und sein Pferd im zweiten Umlauf deutlich besser zusammen. Beide blieben nun fehlerfrei und sorgten damit für einen krönenden Abschluss beim letzten Einsatz von Heinrich-Hermann Engemann als Chef d’Equipe einer deutschen Springreitermannschaft.
|             | Mannschaft     | Reiter/Pferde | 1. Umlauf   | 2. Umlauf   | Strafpunkte (Gesamt) | Stechen  | Stechen |
| Strafpunkte | Mannschaft     | Reiter/Pferde | Strafpunkte | Strafpunkte | Strafpunkte (Gesamt) | Zeit (s) |         |
| ----------- | -------------- | --- | ----------- | ----------- | -------------------- | -------- | ------- |
| 1           | Deutschland    | Richard Vogel mit Floyo Jens Baackmann mit Aglaia J Guido Klatte jun. mit Qinghai David Will mit C Vier                                | 8           | 0           | 8                    |          |         |
| 2           | Frankreich     | Kevin Staut mit Tolede de Mescam Harcour Grégory Cottard mit Bibici Edward Levy mit Uno de Cerisy Mathieu Billot mit Quel Filou        | 8           | 5           | 13                   |          |         |
| 3           | Großbritannien | Laura Renwick mit Arkuga Jodie Hall McAteer mit Salt'n Peppa Lily Attwood mit Karibou Horta Jack Whitaker mit Valmy de la Lande        | 4           | 12          | 16                   |          |         |
| 3           | Italien        | Piergiorgio Bucci mit Casago Roberto Turchetto mit My Cool Passion Antonio Maria Garofalo mit Conquestador Antonio Alfonso mit Charmie | 4           | 12          | 16                   |          |         |
| 3           | Irland         | Shane Breen mit Ipswich David Simpson mit Foudre F Richard Howley mit Arlo de Blondel Michael Duffy mit Zilton Z                       | 8           | 8           | 16                   |          |         |
| 6           | Portugal       | | 8           | 14          | 22                   |          |         |
| 7           | Niederlande    | | 8           | 25          | 33                   |          |         |
| 8           | Brasilien      | | 12          | 25          | 37                   |          |         |
| 9           | Belgien        | | 16          |             |                      |          |         |
| 10          | Argentinien    | | 17          |             |                      |          |         |
| 11          | Schweiz        | | 20          |             |                      |          |         |
| 11          | Spanien        | | 20          |             |                      |          |         |

(Ausgeklammerte Strafpunkte zählen als Streichergebnis nicht für das Mannschaftsergebnis)

### Spanien
Genau eine Woche nach Abschluss des CSIO von Vilamoura begann das spanische Nationenpreisturnier: Vom 26. bis 29. November 2020 wurde ein CSIO 3* als Abschluss der Autumn Tour der Sunshine Tour in Vejer de la Frontera ausgetragen. Traditionell wird die Sunshine Tour im Februar und März eines jeden Jahres durchgeführt. Im Jahr 2020 wurden erstmals auch im September, Oktober und November internationale Springreitturniere in Vejer de la Frontera abgehalten und boten den Springreiter damit eine Alternative zu vielen nicht durchgeführten Hallenreitturnieren in Europa.
Am Samstag, den 28. November stand der Nationenpreis auf dem Programm, der Starterfeld umfasste 17 Nationenequipen – eine Prüfungsgröße, wie sie in normalen Jahren nur in den Nationenpreisen bei Welt- und Europameisterschaften und Olympischen Spielen vorkommt. Den zweiten Umlauf erreichten nur die acht Equipen, die auf weniger als acht Strafpunkte kamen. Den ersten Umlauf ohne Fehler beendeten Irland und überraschend Ägypten, das seine besten Springreiter in Vejer an den Start gebracht hatte. Diese beiden Mannschaften fielen im zweiten Umlauf durch einige, auf (fast) alle Reiter der Mannschaft verteilte Strafpunkte auf die Plätze drei und fünf zurück. Hiervon profitiere die deutsche Mannschaft, die die 16 Strafpunkte von Maximilian Lill als Streichergebnis verkraften konnte, da ansonsten alle Reiter im zweiten Umlauf ohne Fehler blieben. Letztes Paar der deutsche Equipe waren erneut David Will und C Vier, die damit zwei Nationenpreissiege binnen weniger als zwei Wochen feiern konnten.
|             | Mannschaft     | Reiter/Pferde | 1. Umlauf   | 2. Umlauf   | Strafpunkte (Gesamt) | Stechen  | Stechen |
| Strafpunkte | Mannschaft     | Reiter/Pferde | Strafpunkte | Strafpunkte | Strafpunkte (Gesamt) | Zeit (s) |         |
| ----------- | -------------- | --- | ----------- | ----------- | -------------------- | -------- | ------- |
| 1           | Deutschland    | Janne F. Meyer-Zimmermann mit Chesmu Marc Bettinger mit Undercover Z Maximilian Lill mit D-Cassina David Will mit C Vier            | 4           | 0           | 4                    |          |         |
| 2           | Dänemark       | Zascha Nygaard Andreasen mit Chaccophanie Emil Hallundbæk mit High Nitro Lars Bak Andersen mit Colina Andreas Schou mit Darc de Lux | 2           | 4           | 6                    |          |         |
| 3           | Irland         | Mark Mc Auley mit Jasco van den Bisschop Michael G. Duffy mit Lapuccino Cameron Hanley mit Toulouse Denis Lynch mit Cristello       | 0           | 8           | 8                    |          |         |
| 4           | Brasilien      | | 5           | 5           | 10                   |          |         |
| 5           | Schweden       | | 4           | 8           | 12                   |          |         |
| 5           | Ägypten        | | 0           | 12          | 12                   |          |         |
| 7           | Marokko        | | 5           | 9           | 14                   |          |         |
| 8           | Portugal       | | 5           | 20          | 25                   |          |         |
| 9           | Frankreich     | | 8           |             |                      |          |         |
| 9           | Japan          | | 8           |             |                      |          |         |
| 9           | Belgien        | | 8           |             |                      |          |         |
| 12          | Niederlande    | | 9           |             |                      |          |         |
| 13          | Kanada         | | 10          |             |                      |          |         |
| 14          | Argentinien    | | 13          |             |                      |          |         |
| 15          | Spanien        | | 16          |             |                      |          |         |
| 16          | Großbritannien | | 17          |             |                      |          |         |
| 17          | Italien        | | 23          |             |                      |          |         |

(Ausgeklammerte Strafpunkte zählen als Streichergebnis nicht für das Mannschaftsergebnis)